# Pop punk
Pop punk  é um gênero de fusão que combina elementos do punk rock com power pop ou música pop. É definido por seus ritmos rápidos e energéticos e pela ênfase na música pop clássica, bem como em temas adolescentes e anti-subúrbios. Distingue-se de outros gêneros variantes do punk por se inspirar mais fortemente em bandas dos anos 1960, como os Beatles, os Kinks e os Beach Boys. O gênero evoluiu ao longo de sua história, absorvendo elementos da new wave, college rock, ska, rap, emo, boy band e até mesmo hardcore punk. Às vezes é considerado intercambiável com power pop e skate punk. A música normalmente combina rápidos tempos do punk, mudanças de acorde e guitarras barulhentas com influencia pop em melodias e temas líricos.

## Origem
O pop punk surgiu no final dos anos 1970 com grupos como Ramones, Undertones e Buzzcocks. Bandas punk dos anos 1980 como Bad Religion e Descendents influenciaram o pop punk, e se expandiram nos anos 1980 e início dos anos 1990 por uma série de bandas contratadas pela Lookout! Records, incluindo Screeching Weasel, The Queers e Mr. T Experience. Em meados da década de 1990, o gênero viu um grande aumento de popularidade com bandas como Green Day, The Offspring e Blink-182. O gênero foi ainda mais popularizado pela Warped Tour. A popularidade do pop punk continuou Ate Final dos anos 2000 Por Volta De 2008, com artistas como Avril Lavigne, Fall Out Boy, Sum 41, Good Charlotte e New Found Glory alcançando vários níveis de sucesso crítico e comercial. Suas músicas tendem para a vida jovem cotidiana, problemas adolescentes, humor e sarcasmo, diferenciando-se do punk rock tradicional, desde as músicas mais trabalhadas até o modo de vestir.

## Características musicais e letras

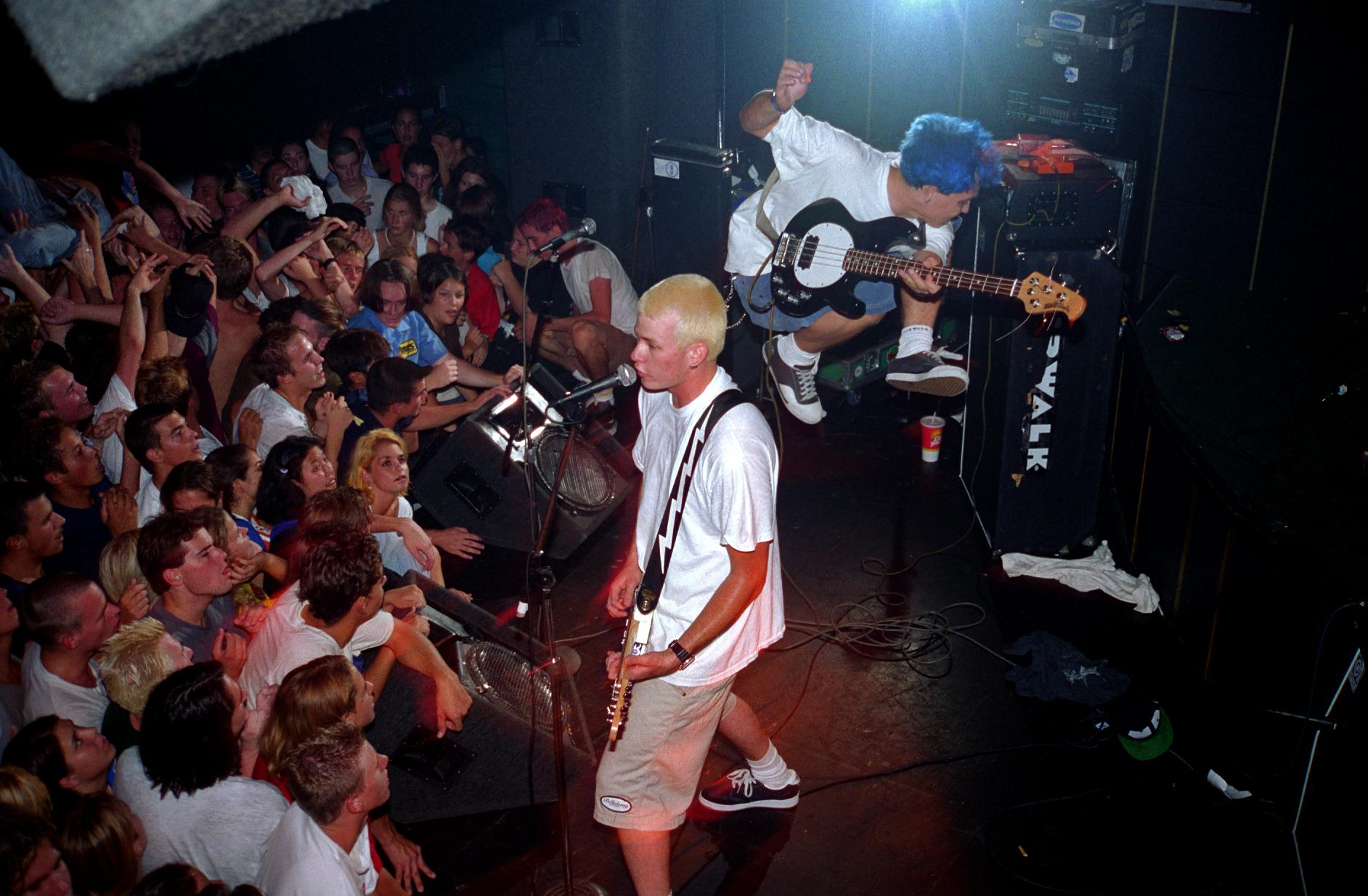
Blink-182

As músicas são caracterizadas pela musicalidade punk tradicional, vocal limpo, contrabaixo com arranjo independente e guitarras pesadas em harmonia, com direito a solos curtos, porém, seguindo regras musicais, campo harmônico, etc. As letras costumam falar sobre política, rebeldia adolescente, colégio, namoro, pais, bebidas, festas, skate e tudo que faz parte da cultura jovem.